# Dackonline
Dackonline.se är en online däckbutik som drivs av Delticom AG, ett tyskt företag baserat i Hannover. Det är en av 42 däckbutiker i Europa som tillhör Delticom AG och lanserades år 2000. Dackonline.se är den svenska motsvarigheten till Delticoms tyska butik Reifendirekt.de.
Dackonline.se specialiserar sig på att tillhandahålla däck för olika typer av fordon, inklusive personbilar, lastbilar, lätta kommersiella fordon, off-road och 4x4 fordon, motorcyklar och bussar. Förutom däck erbjuder butiken även lättmetall- och stålfälgar samt kompletta hjul. Vidare levererar Dackonline.se specialdäck för veteranbilar och racerbilar. Det omfattande lagret innehåller över 100 däckmärken och mer än 25 000 däckmodeller.
Dackonline.se samarbetar med över 1 600 professionella partnerverkstäder över hela Sverige, vilket gör det möjligt för kunder att få däcken levererade direkt för professionell montering. År 2023 rapporterade Dackonline.se en omsättning på 25,4 miljoner dollar.
Dackonline.se är en auktoriserad återförsäljare av Michelin och Continental. Kvalitetsmärkningarna tilldelas av företagen efter årliga revisioner utförda av TÜV Rheinland.
År 2017 organiserade Dackonline.se tillsammans med Continental en online-tävling där vinnarna fick en Land Rover Experience-resa till Island. En grupp på 15 resenärer från hela Europa deltog i en sexdagars resa och ställdes inför utmanande terrängförhållanden i Islands vilda landskap. Turerna omfattade varierande landskap inklusive lavafält och glaciärer, vilket gav olika utmaningar för att testa off-road däck. 

## Externa Länkar
- Delticom AG
- Däckonline.se